# Henschel Hs 295
De Henschel Hs 295 was een geleid projectiel voor gebruik tegen oppervlakteschepen dat tijdens de Tweede Wereldoorlog is ontwikkeld in Duitsland.

## Ontwikkeling
De Hs 295 was een verdere ontwikkeling van de Hs 293 met een grotere explosieve lading en zonder gebruik te maken van een onderwatergedeelte van de aanval.
De rompachterkant en de besturingsmethode was gelijk aan die van de Hs 293A-1, de vleugels gelijk aan de Hs 294. De explosieve lading had nu een grotere diameter dan de raket en om de balans van de raket te bewaren werd er een extra rompdeel aangebracht.
De motoren waren twee Walter 109-507D en 109-507B raketmotoren.
De ontwikkeling werd in het begin van 1942 opgestart en de testvluchten met de Hs 295V1 begonnen in 1943. Hierna werd er een opdracht gegeven voor de productie van 50 raketten van de verder ontwikkelde Hs 295V-2.

## Uitvoeringen
Er waren twee uitvoeringen: 
De Hs 295V-2 met de Walter 109-507D raketmotoren.
- Spanwijdte: 4,02 m.
- Lengte: 4,95 m.
- Startgewicht: 2.080 kg.
- Explosieve lading: 580 kg.
- Maximumsnelheid: 725 km/uur.

De Hs 295D met de 109-507B raketmotoren. Deze uitvoering was ontstaan door de Hs 295V-1 te voorzien van een televisiecamera in de voorkant van de rechter raketmotor. De testvluchten met dit model werden nooit afgerond en er werden geen productieraketten geproduceerd.
- Spanwijdte: 4,62 m.
- Lengte: 5,44 m.
- Startgewicht: 2.100 kg.
- Explosieve lading: 580 kg.
- Maximumsnelheid: 860 km/uur.
- Bereik: 4 to 14 km.